# Blondi

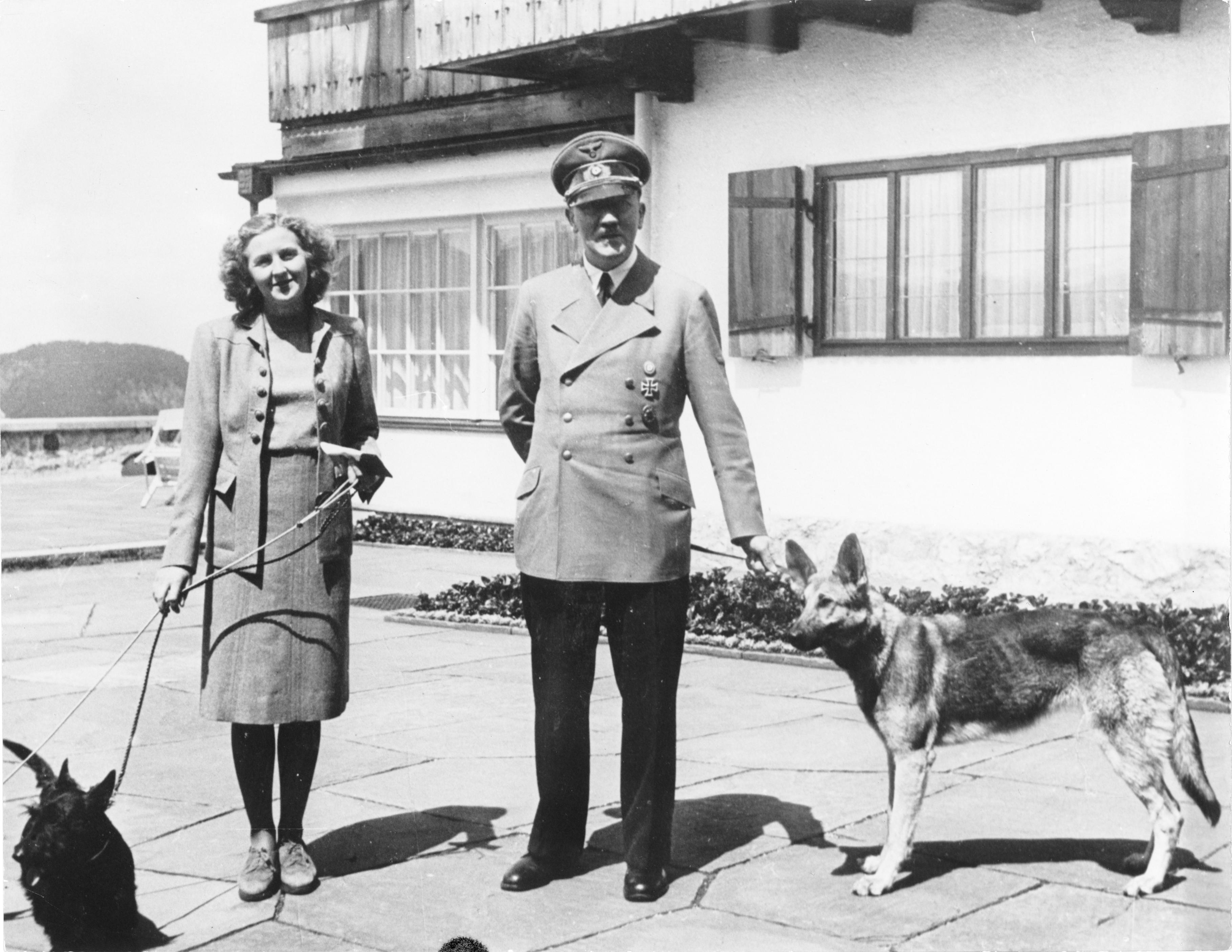
Eva Braun i Adolf Hitler ze swoimi psami
(po prawej owczarek Blondi) w Berghof, 1942 r.

Blondi (ur. 1941 lub 1942, zm. 29 kwietnia 1945) – suka rasy owczarek niemiecki należąca do Adolfa Hitlera. Hitler dostał ją od Martina Bormanna w 1941 (lub w 1942). Wieczorem z 29 na 30 kwietnia 1945 r. Blondi została otruta za pomocą cyjanowodoru.

## Życie Blondi
- Według niektórych relacji Hitler od pierwszego spotkania bardzo polubił Blondi. Od tej chwili była ona ze swoim panem w jego najtrudniejszych chwilach. Hitler pozwalał jej spać w swoim pokoju i spędzał z nią wolny czas, ucząc psich sztuczek i bawiąc się.
- W marcu[1][2] lub na początku kwietnia[3][4] 1945 Blondi urodziła 5 szczeniąt, jedno z nich Hitler nazwał Wolf. Radzieccy żołnierze przeszukujący okolice bunkra Hitlera znaleźli, obok ciała Blondi, jednego martwego szczeniaka. Nie wiadomo, co stało się z pozostałymi czterema.

## Śmierć Blondi
Kapsułki z trucizną były produkowane masowo w ostatnich miesiącach III Rzeszy w obozie koncentracyjnym Sachsenhausen. Zawierały 1 cm³ kwasu pruskiego z niewielką ilością kwasu szczawiowego. Z wielu przyczyn (pośpiech, brak surowców, złe przechowywanie) trucizna była często bardzo złej jakości, co uniemożliwiało popełnienia samobójstwa poprzez jej zażycie. Wieczorem z 29 na 30 kwietnia 1945, przed popełnieniem samobójstwa, Hitler polecił sprawdzić skuteczność trucizny na Blondi. Opiekun Blondi, sierżant piechoty i weterynarz Fritz Tornow, otworzył psu pysk, a dr Werner Haase rozgniótł nad nim szczypcami ampułkę z trucizną. Tornow zacisnął psu pysk. Blondi niemal natychmiast, padając na ziemię, dostała drgawek i w ciągu 30 sekund była martwa. Otrucie „Wolfa” nie powiodło się. Tornow dobił szczeniaka strzałem z pistoletu w głowę. Oba psy wyniesiono na zewnątrz bunkra i wrzucono do pobliskiego leja.